# Pycnoplinthopsis bhutanica
Pycnoplinthopsis es un género monotípico de plantas fanerógamas de la familia Brassicaceae. Su única especie, Pycnoplinthopsis bhutanica, es originaria de China.

## Taxonomía
Pycnoplinthopsis bhutanica fue descrita por  (H.Hara) Saiyad Masudal Hasan Jafri y publicado en Pakistan Journal of Botany 4: 74. 1972.
Sinonimia
- Pegaeophyton bhutanicum H. Hara
- Pycnoplinthopsis minor Jafri[2]